# Maromokotro
Maromokotro est la plus haute montagne de Madagascar ; elle culmine à 2 876 mètres d'altitude. Elle est située dans le massif Tsaratanana dans le Nord du pays.
La croyance populaire affirme que les esprits viennent y errer après la mort.